# 利奧波德·利彭斯伯爵
利奧波德·雷蒙德·莫里斯·弗朗索瓦·瑪麗·吉斯蘭·利彭斯（法語：Leopold Raymond Maurice François Marie Ghislain Lippens，1941年10月20日—2021年2月19日）是比利时政治家。 1979年至2021年間擔任克诺克-海斯特市长，任期持續40年。利奧波德市長伯爵公園在2019年翻新後便以他的名字命名。 
利奧波德是貴族利彭斯家庭的一員 ，祖父是政治家莫里斯·奧古斯特·利彭斯 ，父親萊昂·利彭斯是克諾克市长，弟弟是商人莫里斯·利彭斯。
利奧波德因白血病於2021年2月19日逝世，終年79歲。 